# Jerzy Dobrzyński
Jerzy Jarosław Dobrzyński (ur. 2 kwietnia 1954 w Stargardzie Szczecińskim) – polski muzyk, kompozytor, aranżer. Z wykształcenia pianista, skrzypek, klarnecista i saksofonista.

## Życiorys
Absolwent m.in. Studium im. Henryka Wieniawskiego w Warszawie w klasie fortepianu, a także warszawskiej PSM im. Stanisława Moniuszki w klasie skrzypiec i klarnetu. W 1971 roku muzyk rozpoczął współpracę z soulową grupą Ogień. Była to zespół związany z warszawskimi klubami studenckimi Hybrydy i Remont. W czerwcu 1973 roku dołączył do formacji Gramine, dla której komponował i aranżował. Wziął udział w nagraniu jej albumu pt. Gramine (Polskie Nagrania, 1974). W tym okresie związał się również z zespołem wokalnym Alibabki.
Kolejnym przedsięwzięciem muzycznym Dobrzyńskiego było założenie własnej formacji Gem działającej w latach 1974–1980. Najbardziej znana piosenka zespołu to „Wysokie drzewa z mych stron” do słów Wojciecha Młynarskiego. Gem towarzyszył także innym wykonawcom, a w 1977 podczas festiwalu sopockiego wspomagał solistów konkursowych. W 1978 roku zespół towarzyszył Annie Jantar i Andrzejowi Frajntowi w programie Za każdy uśmiech (premiera 16 lutego 1978). Wtedy współpracowali z grupą tak znani muzycy, jak m.in.: Dariusz Kozakiewicz, Rafał Rękosiewicz, czy Marek Surzyn. W 1981 Dobrzyński nawiązał współpracę z piosenkarką Zdzisławą Sośnicką i z zespołem Vox z którym nagrał płytę Monte Carlo Is Great.
W 1986 roku związał się ze studiem nagrań „Malachitowa” M. Wróblewskiego i zajął się głównie kompozycją. Jego piosenki wykonywali m.in.: Danuta Błażejczyk, Halina Frąckowiak, Maryla Rodowicz, Jolanta Jaszkowska, Ryszard Rynkowski, Jacek Skubikowski, Wiesława Sós, Lora Szafran, Mieczysław Szcześniak, Zbigniew Wodecki, Andrzej Zaucha. Komponował między innymi do tekstów: Justyny Holm, Zbigniewa Książka, Bogusława Choińskiego, Jacka Cygana, Jana Nowickiego, Jadwigi Has, Agnieszki Osieckiej, Marka Skolarskiego, Jacka Skubikowskiego, Tomasza Wachnowskiego, Piotra Bukartyka.
Za piosenki wielokrotnie nagradzany i wyróżniany, m.in. w plebiscycie Muzycznej Jedynki, na Międzynarodowym Festiwalu Piosenki w Sopocie (1989, 1990) i na Krajowym Festiwalu Polskiej Piosenki w Opolu (1990, 1991), a także za granicą (Stambuł, Wiedeń).
Napisał muzykę do filmów animowanych Królestwo Zielonej Polany (1994) i Kukuryków (1996). Jego kompozycje instrumentalne często wykorzystywano w filmach i reportażach.

## Wybrane piosenki
- „Nie takie mnie kochały”
- „Byłaś serca biciem”
- „Co to da”
- „Mój ty królewiczu”
- „O cudzie w tancbudzie” (utwór napisany z A. Zauchą)
- „Przed śniadaniem”
- „Samotna rękawiczka”
- „Siódmy rok”
- „Towards The End”
- „Who Loves People”
- „W górę głowa”
- „Za pazuchą nieba skrawek”
- „Znikąd”